# Paulina Bisztyga
Paulina Bisztyga (ur. 30 sierpnia 1978 w Krakowie) – polska wokalistka, kompozytorka, poetka i dziennikarka radiowa.

## Życiorys
Jest córką Wiktorii i Stanisława Bisztygi, senatora VII kadencji. Ukończyła Liceum Plastyczne w Nowym Wiśniczu – dział ceramiki, a następnie studia z historii sztuki na Uniwersytecie Jagiellońskim.
Była laureatką Nagrody im. Marka Grechuty. W 1998 i 1999 roku zdobyła nagrody na Festiwalu FAMA w Świnoujściu, a w 1999 zajęła II miejsce na 35. Festiwalu Piosenki Studenckiej w Krakowie za utwór Nie ma co się bać. W 2000 roku zadebiutowała płytą pod tym samym tytułem.
W 2002 otrzymała Nagrodę im. Grzegorza Ciechowskiego. W 2007 wydała płytę Proste jest prawo miłości. Muzykę do własnych tekstów współtworzyła z Romanem Ślazykiem. Jej trzecia, wydana w 2009 roku płyta Zmiłości została nagrana jedynie na głos i instrumenty basowe (kontrabas, gitara basowa i warr guitar).
Na antenie Radia Kraków Bisztyga prowadzi audycje Pociąg do muzyki i GramWam. Od stycznia 2015 jest redaktorką naczelną stacji OFF Radio Kraków. Współorganizuje również krakowski festiwal Kobieca Transsmisja.
Około 2022 r. Paulina Bisztyga wraz z Pawłem Pruskim „Minoo” założyli duet Chvost, który „nadaje współczesne brzmienie, podszyte elektroniką, dawnym ludowym pieśniom”. W maju 2025 Paulina Bisztyga była jurorką w konkursie 17. Ogólnopolskiego Festiwalu Piosenki im. Wojtka Belona „Niechaj zabrzmi Bukowina”.

## Dyskografia
Albumy studyjne
- Nie ma co się bać (2000)[11]
- Proste jest prawo miłości (2007)[11]
- Zmiłości (2009)[11]

Single
- Idź po swoje (2002)[11]